# Стојан Ршумовић
Стојан Ршумовић (Љубиш, 1896—Либертивил, 1982), био је капетан, учесник Првог светског рата и носилац Карађорђеве звезде са мачевима.
Рођен је 6. маја 1896. године у Љубишу, општина Чајетина, у породици земљорадника Стевана и Јефимије. У 25. класу Пешадијске подофицирске школе у Скопљу ступио је 14. априла 1914. године, али је почео Први светски рат, па је упућен у трупу, у 2. чету 2. батаљона XV пешадијског пука Стеван Синђелић и читав рат прошао са овом прослављеном јединицом.
После завршеног рата остаје у југословенској војсци, као пешадијски капетан I класе. Радио је у више градова, за време службе у Неготину, оженио се Ружицом Радовановић, са којом је имао кћерку Радмилу. Као командант батаљона 6, априла 1941. године поново ступа у борбе, али већ у првим ратним операцијама бива заробљен са својом јединицом и читав ратни период проводи у немачком заробљеништву.
По завршетку рата није се вратио у Југославију, остатак живота провео је у САД. Умро је 23. новембра 1982. године у Либертивилу, где је и сахрањен.

## Одликовања и споменице
- Сребрни Орден Карађорђеве звезде са мачевима
- Сребрна медаља за храброст Милош Обилић
- Медаљон енглеског краља Ђорђа V
- Грчки Ратни крст III реда
- Златна Медаља за ревносну службу
- Споменица ослобођења и уједињења 1914—1918
- Орден југословенске круне V реда
- Албанска споменица
- Две Медаље за војничке врлине